# Маленькая рыбка (фильм, 2005)
«Маленькая рыбка» (англ. Little Fish) — австралийский фильм 2005 года режиссёра Роуэна Вудса и сценариста Жаклин Перске. Он был снят в Сиднее и его окрестностях, в Кабраматте и в Фэрфилде. Фильм был разработан и спродюсирован Винсентом Шиэном и Лиз Уоттс из Porchlight Films, а продюсерская компания Кейт Бланшетт и её мужа Эндрю Аптона Dirty Films получила кредит ассоциированного продюсера. Фильм был выпущен 8 сентября 2005 года в Австралии. Он получил положительные отзывы критиков.

## Сюжет
Фильм рассказывает о Трейси Харт, бывшей героиновой наркоманке, которая отчаянно пытается убежать от своего прошлого и достичь своих целей и мечтаний. Трейси живёт со своей матерью и братом Рэем в пригороде Кабраматты, Сидней, где героин легко доступен.
Ей нужны деньги, чтобы стать партнёром видеомагазина, в котором она работает, но её заявки на получение кредита неоднократно отклоняются финансовыми учреждениями из-за прошлой судимости, плохих выплат по долгам по кредитной карте, истории употребления наркотиков и отсутствия залога. Трейси лжёт и своей матери, и своему боссу в видеомагазине, притворяясь, что получила ссуду. Случайные способы, которыми люди лгут друг другу для удобства, — одна из повторяющихся тем фильма.
Трейси пытается помочь своему отчиму-наркоману и бывшей звезде Национальной лиги регби Лайонелу Доусону избавиться от героиновой зависимости. После четырёхлетнего отсутствия в Ванкувере её бывший бойфренд Джонни Нгуен, также бывший героиновый наркоман, вернулся в её жизнь. Джонни, который теперь одевается в деловые костюмы, утверждает, что работает биржевым маклером в крупной фирме, и предполагает, что может получить желаемые Трейси деньги через торговлю акциями. Роман между Трейси и Джонни разгорается с новой силой.
Посетив предполагаемое рабочее место Джонни, Трейси обнаруживает, что он солгал ей и на самом деле не работает биржевым маклером. Джонни был вовлечен в сделку с наркотиками со своим братом Рэем, и Трейси также решила принять участие в сделке, поскольку она видит в этом единственный способ обеспечить финансирование, необходимое ей, чтобы стать партнёром в видеомагазине.
Трейси, Рэй и Джонни намереваются заключить сделку, которая заканчивается трагедией. Мужество Трейси и глубокая любовь к тем, о ком она заботится, заметны в кульминационных сценах фильма.

## В ролях
- Кейт Бланшетт — Трейси
- Хьюго Уивинг — Лайонел
- Сэм Нилл — Бред
- Мартин Хендерсон — Рей
- Нони Хейзлхерст — Джанелль
- Дастин Нгуен — Джонни
- Джоэл Тобек — Стивен
- Лиза МакКьюн — Лаура
- Сьюзи Портер — Дженна

## Выпуск
Фильм получил положительные отзывы критиков. Рейтинг фильма на Rotten Tomatoes составляет 89% на основе 27 рецензий. Metacritic присвоил фильму средневзвешенную оценку 77 (из 100), основанную на 9 критиках, что указывает на в целом благоприятные отзывы. Критики восхищались фильмом за его сценарий и игру актёров. Критик Лиз Браун сказала, что фильм имеет сценарий, который подчеркивает обыденность и манипулятивность в мире наркоманов.

## Сборы
Фильм собрал в прокате в Австралии 2 719 751 доллар.

## Награды
Фильм был номинирован на 13 премий Австралийского института кино в 2005 году и получил пять наград, включая лучшую мужскую роль (Хьюго Уивинг), лучшую женскую роль (Кейт Бланшетт), лучшую женскую роль второго плана (Нони Хейзлхерст) и лучший монтаж. Фильм также получил несколько премий Inside Film Awards, в том числе за лучшую женскую роль (Кейт Бланшетт) и лучшую мужскую роль (Хьюго Уивинг). Сценарий Жаклин Перске победил в номинации "Сценарий фильма" на литературной премии Queensland Premier 2005 года.